# Костеряки
Костеря́ки (рос. Костеряки, чув. Кÿстерек) — присілок у Чувашії Російської Федерації, у складі Ярабайкасинського сільського поселення Моргауського району.
Населення — 226 осіб (2010; 238 в 2002, 246 в 1979; 418 в 1939, 386 в 1926, 344 в 1906, 263 в 1858).

## Історія
Історичні назви — Кустеряков, Костьтеряк, Костеряк-каси, Костерякова. Утворився як виселок села Успенське (Акрамово). До 1866 року селяни мали статус державних, займались землеробством, тваринництвом, ткацтвом, виробництвом взуття. 1931 року утворено колгосп «Літак». До 1920 року присілок перебував у складі Акрамовської волості Козьмодемьянського, а до 1927 року — Чебоксарського повіту. 1927 року присілок переданий до складу Татаркасинського району, 1935 року — до складу Ішлейського, 1944 року — до складу Моргауського, 1959 року — до складу Сундирського, 1962 року — до складу Чебоксарського, 1964 року — повернутий до складу Моргауського району.

## Господарство
У присілку діють клуб, магазин та фермерське господарство «Герой».